# Hyleoides
Hyleoides is een geslacht van vliesvleugelige insecten uit de familie Colletidae.

## Soorten
- H. abnormis Houston, 1975
- H. bivulnerata Cockerell, 1921
- H. concinna (Fabricius, 1775)
- H. concinnula Cockerell, 1909
- H. planifrons Houston, 1975
- H. striatula Cockerell, 1921
- H. waterhousei Cockerell, 1913
- H. zonalis Smith, 1853